# El Pach
El Pach är en ort i Mexiko.   Den ligger i kommunen Tenejapa och delstaten Chiapas, i den sydöstra delen av landet, 800 km öster om huvudstaden Mexico City. El Pach ligger 1 387 meter över havet och antalet invånare är 201.
Terrängen runt El Pach är kuperad åt sydväst, men åt nordost är den bergig. Runt El Pach är det tätbefolkat, med 319 invånare per kvadratkilometer. Närmaste större samhälle är Pantelhó, 12,3 km norr om El Pach. I omgivningarna runt El Pach växer i huvudsak städsegrön lövskog.